# Rubén de Montfort
Rubén de Montfort (fallecido el 8 de septiembre de 1313) fue un noble chipriota, segundo hijo de Hunfredo de Montfort y Eschiva de Ibelín.
En 1299, Rubén se casó con María de Ibelín (fallecida en 1340), hija de Balián de Ibelín, senescal de Chipre. Tuvieron dos hijos: 
- Hunfredo, señor titular de Beirut
- Juana, se casó en 1322 con Balián de Ibelín, hijo de Guido de Jaffa.

Su hermano mayor Amalarico murió en 1304, y Rubén lo sucedió como señor titular de Torón. En 1308, Rubén estuvo involucrado en la rebelión contra Amalarico de Tiro, quien usurpó el poder real en Chipre. Luego dejó Chipre para apoyar a su madre Eschiva en un intento fallido de reclamar el ducado de Atenas, y se refugió del príncipe Amalarico en Rodas. Después de la muerte de Amalarico, Rubén regresó a Chipre y testificó en el juicio de los caballeros templarios en 1311.
Tras la muerte de Eschiva en 1312, Rubén se convirtió en señor titular de Beirut. Murió en 1313 y fue enterrado en Nicosia. Su hijo Hunfredo lo sucedió.